# 李原中
李原中（1558年—1650年），字君時，號曙岩，浙江省嘉興府嘉興縣人，明朝政治人物。

## 生平
萬曆元年（1573年）癸酉科順天鄉試第四十三名舉人，萬曆十七年（1589年）己丑科進士。历任溧阳县知县、大名府儒學教授。万历二十五年（1597年），任國子監助教。二十七年京察去職。

## 家族
曾祖李江；祖李湘，贈文林郎；父李芳，壬戌進士、饶州府同知；母王氏（封孺人）。重慶下。兄衷孚（生員），弟應徵（同科舉人）；衷亮；衷彥；衷純；衷文（贈生員）。子懋端；士嵩；廷愷；明瑞；華崑。